# Ladrones: La tiara de santa Águeda
Ladrones: La tiara de santa Águeda es una serie de televisión por internet española de thriller, acción, aventuras y romance creada y escrita por Verónica Marzá, Pablo Roa y Fernando Sancristóbal para Disney+. Está producida por Plano a Plano y protagonizada por Álex González, Silvia Alonso y Asier Etxeandia. Se estrenó en Disney+ el 13 de junio de 2025.

## Reparto

### Principal
- Álex González como Javier Ruiz "Rui"
- Silvia Alonso como Amber Delval

### Secundario
- Asier Etxeandia como Emilio Villegas
- Alicia Jaziz como Lucía Villegas
- Jan Buxaderas como Jaume Enric Domènech i Sarrià
- Antonio Pagudo como Don Julio
- Eduardo Gómez Chipres como Edgar
- Ainhoa Santamaría como Mercedes
- Milena Radulovic como Judith Milenkovic
- Albert Baró como Javito
- Saibon Wang como Lee
- Cumelén Sanz como Saveria
- Olga Hueso como Pilar
- Oliver Ruano como Nacho
- Pablo Sandstrom como Hans Müller (Episodio 1 - Episodio 4)
- Jasón Matilla como Franz Kristensen (Episodio 1 - Episodio 4)
- Rolando Raimjanov como Ramón (Episodio 2 - Episodio 5)
- Bernabé Fernández como G (Episodio 5)

## Episodios
| N.º | Título                           | Dirigido por      | Escrito por                                       | Fecha de emisión original |
| --- | -------------------------------- | ----------------- | ------------------------------------------------- | ------------------------- |
| 1   | «La Tiara de santa Águeda»       | Inma Torrente     | Verónica Marzá, Pablo Roa y Fernando Sancristóbal | 13 de junio de 2025       |
| 2   | «¿Os unís a nuestra banda?»      | Inma Torrente     | Verónica Marzá, Pablo Roa y Fernando Sancristóbal | 13 de junio de 2025       |
| 3   | «La huella»                      | Alejandro Bazzano | Verónica Marzá, Pablo Roa y Fernando Sancristóbal | 13 de junio de 2025       |
| 4   | «Tú y yo a la fiesta»            | Alejandro Bazzano | Verónica Marzá, Pablo Roa y Fernando Sancristóbal | 13 de junio de 2025       |
| 5   | «Hasta que la muerte nos separe» | Inma Torrente     | Verónica Marzá, Pablo Roa y Fernando Sancristóbal | 13 de junio de 2025       |
| 6   | «El día D»                       | Inma Torrente     | Verónica Marzá, Pablo Roa y Fernando Sancristóbal | 13 de junio de 2025       |

## Producción
El primer anuncio oficial de Ladrones: La tiara de santa Águeda tuvo lugar el 5 de marzo de 2025. La serie fue creada y escrita por Verónica Marzá, Pablo Roa y Fernando Sancristóbal, quienes anteriormente trabajaron juntos en Cicatriz. Álex González, Silvia Alonso y Asier Etxeandia fueron confirmados como los actores protagonistas. El rodaje del proyecto tuvo lugar en la República Dominicana, Málaga y Madrid.

## Estreno
En marzo de 2025, coincidiendo con el anuncio oficial del proyecto, Disney+ programó el estreno de Ladrones: La tiara de Santa Águeda para el 13 de junio de 2025.